# Schulgebet
Ein Schulgebet ist ein gemeinsames Gebet von Schulkindern einer Schulklasse oder einer Schule vor Beginn (oder auch am Ende) des Unterrichtes. In Deutschland werden Schulgebete in konfessionsgebundenen und einigen staatlichen Schulen ermöglicht. In bestimmten Ländern ist das Schulgebet noch heute allgemein geübte tägliche Praxis. In laizistischen Staaten ist das Schulgebet unüblich.

## Deutschland
Das Schulwesen in Europa wurde seit dem Mittelalter durch die Kirchen getragen. Sowohl der Religionsunterricht als auch das Schulgebet waren selbstverständliche Bestandteile des Schulunterrichts. Mit der Reformation stellte sich die Frage des (korrekten) Schulgebetes erstmals. Gemäß dem Prinzip Cuius regio, eius religio (wessen Gebiet, dessen Religion) teilte sich das Schulwesen in katholische und protestantische Schulen. Auch wenn die Formen des Schulgebetes sich nun konfessionell unterschieden, stellte niemand die Sinnhaftigkeit oder Notwendigkeit eines Schulgebetes in Frage.
Mit der mit dem Zeitalter der Aufklärung aufkommenden Religionsfreiheit erfolgte zunächst einmal die Freiheit der Einrichtung konfessioneller Schulen, die die Tradition des Schulgebetes beibehielten.
Mit dem Ende des 18. Jahrhunderts setzte sich die Simultanschule durch. Auch wenn diese nun konfessionsübergreifend war, basierte sie dennoch auf dem gemeinsamen christlichen Glauben. Weiterhin wurden (ökumenische) Schulgebete gesprochen und das Schulgebet nicht in Frage gestellt.
Mit der Novemberrevolution wurde die Teilnahme am Schulgebet freiwillig. Trotz dieser formellen Freiwilligkeit setzten sich Schüler, die nicht an dem Schulgebet teilnehmen wollten, der Gefahr der sozialen Isolierung aus. 1965 erklärte der Hessische Staatsgerichtshof daher das Schulgebet für unzulässig. Eine Verfassungsbeschwerde gegen diese Entscheidung durch einen am Verfahren nicht Beteiligten wurde vom Bundesverfassungsgericht 1968 als unzulässig verworfen. 1979 entschied dann das Bundesverfassungsgericht:

„Das Schulgebet ist grundsätzlich auch dann verfassungsrechtlich unbedenklich, wenn ein Schüler oder dessen Eltern der Abhaltung des Gebets widersprechen; deren Grundrecht auf negative Bekenntnisfreiheit wird nicht verletzt, wenn sie frei und ohne Zwänge über die Teilnahme am Gebet entscheiden können.“

Anlässlich des sog. Kopftuchstreits und der öffentlichen Diskussion um Kreuze in Klassenzimmern (siehe z. B. Kruzifix-Beschluss, Aygül Özkan) und anderen öffentlichen Institutionen (z. B. Gerichten) wurde auch das Schulgebet diskutiert.

### Privates Gebet in der Schule
Neue Aufmerksamkeit hat das Thema Beten in der Schule durch ein Oberverwaltungsgericht-Urteil bekommen: der 3. Senat des Oberverwaltungsgerichts Berlin-Brandenburg entschied am 27. Mai 2010, dass eine Berliner Schule berechtigt ist, einem muslimischen Schüler das demonstrative Beten in Unterrichtspausen zu verbieten. Der Schüler Yunus M. hatte auf dieses Recht geklagt und den Prozess in erster Instanz beim Verwaltungsgericht Berlin gewonnen.
Das Zusammentreffen verschiedener Religionen am Diesterweg-Gymnasium im Berliner Ortsteil Gesundbrunnen berge erhebliches Konfliktpotenzial, das den Schulfrieden gefährde. Die Konflikte (so die Vorsitzende Richterin) würden sich verschärfen, wenn die Ausübung des muslimischen Gebets gestattet würde. Das Urteil gilt nur für den Einzelfall; ihm wird aber eine Signalwirkung zugeschrieben.
Das Gebet sei zwar vom Grundrecht der Religionsfreiheit erfasst, es sei hier aber einzuschränken. Würde man religiöse kultische Handlungen zulassen, sei der Schulfrieden und der Schutz der Grundrechte der Mitschüler nicht hinreichend zu gewährleisten. Das rituelle islamische Pflichtgebet sei nach außen wahrnehmbar – anders als das stille Gebet des Einzelnen. Es sei plausibel, dass die Schule einen Raum gestellt habe. Würde man dies auch in anderen Fällen verlangen, sprenge es (angesichts der Vielzahl der Glaubensrichtungen) die organisatorischen Möglichkeiten der Schule; der Schüler habe auch keinen verfassungsrechtlichen Anspruch darauf.
Die Prozessvertreter des Berliner Senats (dieser hatte gegen das erstinstanzliche Urteil geklagt) betonten in der mündlichen Verhandlung, das Gebet sei ein „Kollektivritus mit politischem Charakter, der Einfluss auf andere ausüben soll“, es sei demonstrativ und missionarisch. Schüler würden ausgegrenzt oder unter Druck gesetzt. Ein vom Senat beauftragter Islamwissenschaftler betonte, Muslime dürften ihr Mittagsgebet problemlos mit einem späteren Gebet zusammenlegen.
Der beim Oberverwaltungsgericht Berlin-Brandenburg unterlegene Schüler Yunus M. hat dagegen Revision beim Bundesverwaltungsgericht eingelegt, wozu ihm Prozesskostenhilfe gewährt wurde. Das Bundesverwaltungsgericht hat am 30. November 2011 die Revision zurückgewiesen.

## Andere Länder

### USA
In den USA wird die Religionsfreiheit durch den 1. Zusatzartikel zur Verfassung der Vereinigten Staaten geschützt. Die sogenannte „establishment clause“, die zum Schutz vor der Etablierung einer Staatsreligion dient, wurde 1985 im Fall Wallace vs. Jaffree durch den Obersten Gerichtshof der Vereinigten Staaten dahingehend ausgelegt, dass Schulgebete grundsätzlich unzulässig seien, eine Schweigeminute aber zulässig sei. Im Juni 2022 ließ der Oberste Gerichtshof Schulgebete wieder zu.